# Simochromis marginatus
Simochromis marginatus är en fiskart som beskrevs av Poll, 1956. Simochromis marginatus ingår i släktet Simochromis och familjen Cichlidae. IUCN kategoriserar arten globalt som sårbar. Inga underarter finns listade i Catalogue of Life.